# Sutomore
Sutomore (czarnog. cyrylica: Сутоморе; wen.: Spizza) – miasto w południowej części Czarnogóry, w gminie Bar, położone na zboczach gór Rumija. Znany ośrodek wczasowy czarnogórskiego wybrzeża Morza Adriatyckiego (zatoka Sutomorski zaliv) i jeden z głównych kurortów turystycznych Riwiery Barskiej.

## Turystyka
Sutomore posiada jedną, główną plażę o nawierzchni piaszczysto-żwirowej i długości 1,2 km. Wzdłuż – biegnącej równolegle do niej – nadmorskiej promenady (Obali Iva Novakovića) znajdują się liczne punkty gastronomiczne (restauracje, bary, kawiarnie) i handlowo-usługowe (pasaże handlowe, sklepy, butiki). Południowa część sutomorskiej plaży zakończona jest przylądkiem Ratac z twierdzą benedyktyńskiego klasztoru i niewielką kamienistą plażą dla nudystów. Na północy, plażę ogranicza wzniesienie Golo Brdo z ruinami weneckiej twierdzy Haj-Nehaj z XVI wieku, położonej na wzgórzu o wysokości 232 m (z tego miejsca roztacza się widok na zalesiony wieniec gór Rumija). Warty odwiedzenia jest również kościół-cerkiew św. Tekli, w którym odprawiane są nabożeństwa prawosławne i katolickie. W mieście funkcjonuje kilka hoteli, a także luksusowe apartamenty i turystyczne kwatery.

## Demografia
W 2011 w Sutomore zameldowanych było 2 004 osób, w tym:
- Czarnogórców – 932
- Serbów – 821
- innych narodowości – 251

| 72 | 177 | 206 | 553 | 765 | 1 085 | 1 827 | 2 004 |

## Komunikacja
Przez miejscowość przebiega europejska trasa E851 (fragment Magistrali Adriatyckiej), a około 4 km na północny zachód od miasta znajduje się południowy wlot do Tunelu Sozina. Funkcjonuje tu również stacja kolejowa na linii Belgrad – Bar, komunikującej miejscowość z Belgradem, Podgoricą i Barem, dzięki czemu Sutomore jest jednym z dwóch nadmorskich kurortów Czarnogóry (obok Baru), do których można dotrzeć pociągiem.